# بن واتس
بنجامین الیور آنتونی واتس (انگلیسی: Benjamin Oliver Anthony Watts؛ زادهٔ ۱ ژانویهٔ ۱۹۶۷) عکاس بریتانیایی فعال در نیویورک است که کارهایش در مجلات مد بین‌المللی متعددی مانند ال، وگ، هارپرز بازار، ونتی فر و کوندی نست منتشر شده است. او در استرالیا بزرگ شد. بن برادر بزرگتر نائومی واتس است. 